# Amnistiaren Aldeko eta Errepresioaren Aurkako Mugimendua
Amnistiaren Aldeko eta Errepresioaren Aurkako Mugimendua (literalment i en català: Moviment Pro Amnistia i Antirrepresión), conegut també per les sigles ATA o Amnistia Ta Askatasuna, és un moviment popular d'Euskal Herria que treballa per l'amnistia i contra la repressió, nascut a mitjans del 2014, i que tot i situar-se en l'imaginari de l'esquerra abertzale, la critica molt durament. L'esquerra abertzale considera al moviment com una escissió.
Aquest moviment resumeix la seva visió de l'amnistia en dos punts: d'una banda, la llibertat i la repatriació de tots els presos polítics, deportats i refugiats; i per un altre, la superació de les causes que provoquen l'opressió nacional i social del País Basc. Aquest moviment reivindica el caràcter polític dels presos i preses que han sorgit en el conflicte basc i que són presos i preses polítiques, malgrat ser condemnats i condemnades per terrorisme.
Des del principi, la creació d’aquest moviment va provocar polèmica a l'esquerra nacionalista, ja que per primera vegada des de la dissolució d'Askatasuna i la creació dels Comitès d’Amnistia, no hi havia cap organització específica per treballar l’amnistia al País Basc. S'ha pronunciat contra la línia de l'esquerra abertzale, que té majoria en molts altres assumptes en matèria de presos.